# Овсянниково (городской округ Солнечногорск)
Овсянниково — деревня в Московской области России. Входит в городской округ Солнечногорск. Население — 0 чел. (2010).

## География
Деревня Овсянниково расположена на севере Московской области, в восточной части округа, примерно в 12 км к юго-востоку от центра города Солнечногорска, в 32 км к северо-западу от Московской кольцевой автодороги, на берегу реки Клязьмы.
Западнее деревни проходит федеральная автодорога M10 «Россия». К деревне приписано два садоводческих некоммерческих товарищества. Ближайшие населённые пункты — деревни Есипово, Терехово и Шелепаново.

## Население
| 1852 | 1859 | 1890 | 1899 | 1926 | 2002 |
| ---- | ---- | ---- | ---- | ---- | ---- |
| 136  | ↗149 | ↗219 | ↘184 | ↗284 | ↘1   |
| 2010 |      |      |      |      |      |
| ↘0   |      |      |      |      |      |

## История
В 1745 году на средства А. Г. Строганова в Овсянникове была построена деревянная одноглавая церковь Николая Чудотворца с колокольней (закрыта в 1931 г., разрушена в начале 1940-х).

Овсянниково, село 6-го стана, Левенталя, Густафа Осиповича, Статского Советника, крестьян 68 душ мужского пола, 68 женского, 1 церковь, 24 двора, 45 верст от Тверской заставы, проселком.— Нистрем К. Указатель селений и жителей уездов Московской губернии, 1852 г.
В «Списке населённых мест» 1862 года — владельческое село 6-го стана Московского уезда Московской губернии по правую сторону Санкт-Петербургского шоссе (из Москвы), в 45 верстах от губернского города, при колодцах и пруде, с 24 дворами, православной церковью и 149 жителями (76 мужчин, 73 женщины).
По данным на 1890 год — село Дурыкинской волости Московского уезда с 219 душами населения.
В 1913 году — 47 дворов, мелочная лавка и усадьба Н. П. Штер.
По материалам Всесоюзной переписи населения 1926 года — центр Овсянниковского сельсовета Бедняковской волости Московского уезда в 2 км от Ленинградского шоссе и 6 км от станции Поворово Октябрьской железной дороги, проживало 284 жителя (131 мужчина, 153 женщины), насчитывалось 58 хозяйств, среди которых 56 крестьянских.
С 1929 года — населённый пункт в составе Солнечногорского района Московского округа Московской области. Постановлением ЦИК и СНК от 23 июля 1930 года округа как административно-территориальные единицы были ликвидированы.
1929—1954 гг. — село (позже — деревня) Есиповского сельсовета Солнечногорского района.
1954—1957, 1960—1963, 1965—1994 гг. — деревня Пешковского сельсовета Солнечногорского района.
1957—1960 гг. — деревня Пешковского сельсовета Химкинского района.
1963—1965 гг. — деревня Пешковского сельсовета Солнечногорского укрупнённого сельского района.
В 1994 году Московской областной думой было утверждено положение о местном самоуправлении в Московской области, сельские советы как административно-территориальные единицы были преобразованы в сельские округа.
С 1994 до 2006 гг. деревня входила в Пешковский сельский округ Солнечногорского района.
С 2005 до 2019 гг. деревня включалась в Пешковское сельское поселение Солнечногорского муниципального района.
С 2019 года деревня входит в городской округ Солнечногорск, в рамках администрации которого относится с территориальному управлению Пешковское.